# Jag har ofta frågor, Herre
Jag har ofta frågor, Herre är en psalm med text och musik skriven 1972 av Tore Littmarck. I Herren Lever 1977 är koralsatsen skriven av Ingemar Braennstroem.

## Publicerad i
- Herren Lever 1977 som nummer 893 under rubriken "Att leva av tro - Sökande och tvivel".[1]
- 1986 års psalmbok som nummer 218 under rubriken "Sökande - tvivel".